# O Clube (4.ª temporada)
A quarta temporada de O Clube foi exibida na OPTO de 22 de setembro a 27 de outubro de 2023, tendo a narração da personagem de Vera Kolodzig.
Conta com Vera Kolodzig, Luana Piovani, Margarida Vila-Nova, José Raposo, Júlia Palha, Inês Pires Tavares, Mariana Pacheco, Soraia Tavares e Sofia Arruda no elenco principal.

## Elenco

### Elenco principal
| Ator/Atriz          | Personagem        |
| ------------------- | ----------------- |
| Vera Kolodzig       | Maria Santos      |
| Luana Piovani       | Michele Faria     |
| Margarida Vila-Nova | Vera Leão         |
| José Raposo         | Alberto Viana     |
| Júlia Palha         | Madalena / Eva    |
| Inês Pires Tavares  | Miriam Figueiredo |
| Mariana Pacheco     | Diana             |
| Soraia Tavares      | Lilianne          |
| Sofia Arruda        | Joanne            |

### Elenco recorrente
| Ator/Atriz      | Personagem     |
| --------------- | -------------- |
| José Mata       | Peter Felding  |
| Jessica Athayde | Teresa Matias  |
| Ivo Lucas       | Jaime          |
| Diogo Martins   | Mateus Justino |
| Renato Godinho  | Marques        |

### Participação especial
| Ator/Atriz | Personagem      |
| ---------- | --------------- |
| Rui Unas   | Américo Moreira |
| João Jesus | Rodrigo Pires   |

### Elenco adicional
| Ator/Atriz              | Personagem        |
| ----------------------- | ----------------- |
| Nuno Nunes              | Médico Legista    |
| Rodrigo Soares          | Paulo             |
| Soraia Sousa            | —                 |
| Isabel Simões           | Empregada Américo |
| Oceana Basílio          | Mónica            |
| Ema Fonseca             | —                 |
| Henrique Governo        | —                 |
| Paulo Calatré           | Eduardo           |
| Pedro Carmo             | Mário Justino     |
| Cristina Homem de Mello | Mãe de Madalena   |
| Pedro Hossi             | Silveira          |
| Pedro Monteiro          | Artur             |
| Carla Costa Gomes       | Enfermeira        |
| Joana Cotrim            | Repórter          |
| Beatriz Casqueiro       | —                 |
| Eduarda Seabra          | —                 |
| Tozé Cunha              | —                 |
| Kako Neves              | —                 |
| João Saboga             | Padre             |
| Alice Medeiros          | Sandra            |

## Episódios
| # | ## | Título                 | Dirigido por                      | Escrito por | Exibição original      |
| --- | -- | ---------------------- | --------------------------------- | ----------- | ---------------------- |
| 24 | 1  | "Sala VIP"             | Simão Cayatte e Patrícia Sequeira | João Matos  | 22 de setembro de 2023 |
| Maria é a nova gerente d’O Clube e inaugura a sala VIP, um espaço onde a roleta define o destino da noite dos clientes especiais. Sexo e… morte? |    |                        |                                   |             |                        |
| 25 | 2  | "O Assassino do Batom" | Simão Cayatte e Patrícia Sequeira | João Matos  | 29 de setembro de 2023 |
| As vidas das novas mulheres d'O Clube começam a revelar-se. Na noite, ninguém é o que diz ser. O inspetor Mateus da PJ é o único que acha que a morte do cliente d'O Clube foi um homicídio e que anda um assassino à solta. E está prestes a ter razão. |    |                        |                                   |             |                        |
| 26 | 3  | "Peter"                | Simão Cayatte e Patrícia Sequeira | João Matos  | 6 de outubro de 2023   |
| A morte de mais um cliente VIP parece ser um golpe fatal nos planos de Maria para o Clube. |    |                        |                                   |             |                        |
| 27 | 4  | "Eva"                  | Simão Cayatte e Patrícia Sequeira | João Matos  | 13 de outubro de 2023  |
| Mateus pede a Teresa que o ajude na sua investigação. Está interessado em saber mais sobre Eva, a mulher mais requisitada da sala VIP. |    |                        |                                   |             |                        |
| 28 | 5  | "Mateus"               | Simão Cayatte e Patrícia Sequeira | João Matos  | 20 de outubro de 2023  |
| A morte de mais um cliente VIP afeta profundamente Mateus, que tem de lidar com a falta de apoio dos seus superiores. Agir por conta própria pode ser uma solução arriscada e com consequências imprevisíveis.                                           |    |                        |                                   |             |                        |
| 29 | 6  | "Roof Top"             | Simão Cayatte e Patrícia Sequeira | João Matos  | 27 de outubro de 2023  |
| Mateus toma uma medida desesperada que vai mudar a vida de Eva. Para Vera e para Miriam, as coisas vão complicar-se quando o passado lhes aparecer de repente.                                                                                           |    |                        |                                   |             |                        |